# E-7 (航空機)
E-7 ウェッジテイル
トルコ空軍のE-7T
- 用途：警戒監視・情報収集・指揮管制
- 分類：早期警戒管制機（AEW&C）
- 製造者：ボーイング社
- 運用者

  -  オーストラリア（オーストラリア空軍）[1]
  -  トルコ（トルコ空軍）[1]
  -  韓国（大韓民国空軍）[1]
- 初飛行：2004年5月20日[1]
- 生産数：14機
- ユニットコスト：4億9,000万USドル
- 原型機：ボーイング737 ネクストジェネレーション

E-7 は、アメリカ合衆国のボーイング社が開発・製造している早期警戒管制機（AEW&C）である。愛称はウェッジテイル（Wedgetail）。以前はE-737 AEW&Cとも呼ばれた。

## 概要
E-7はB737-700の機体背部に、板状のレーダー・アンテナを装備したAEW&C（Airborne Early Warning & Control：空中早期警戒管制）機で、長時間滞空しながら敵性航空機の監視・追跡と味方航空機の指揮・管制を行う事で航空戦を優位に進める空中支援機である。
機体規模は航空自衛隊が装備しているE-767のベースになったボーイング767より一回り小さく、機内容積も小さい。ベース機のB737-700は1997年11月に型式証明を取得し、同年から航空会社に引き渡しが始まった機体である。

## 開発
開発は1990年代、オーストラリア空軍が早期警戒管制（AEW＆C）機を必要とし始めたことから、検討が開始された。計画名はプロジェクトAIR5077「ウェッジテイル」とされた。1996年に提案依頼書（RFP）が発行された。
1999年には、以下の3機種の提案が行われた。
- APS-145レーダーをC-130Jに搭載するもの。ロッキードが提案した。
- A310-300にファルコンをベースとしたレーダーを搭載するもの。レイセオンとアンセット・オーストラリア航空と共同で提案した。
- B737にMESAレーダーを搭載するもの。ボーイングが提案した。

選考の結果、1999年7月に、ボーイングのチームはプロジェクトウェッジ・テイルのための好適な入札者に選ばれた。2000年12月に開発および買収契約が締結され、2001年2月27日にはMESAレーダーを提供するためにノースロップ・グラマンと契約が結ばれた。同年9月にはレーダーと識別敵味方（IFF）システムの予備設計審査（PDR）が完了した。
最初の機体は2002年10月31日にロールアウトした。この機体はまだ早期警戒管制システムを搭載していなかった。機材の取り付けは2003年に始まった。2004年5月20日、E-737は初飛行に成功した。しかしその後、レーダーのクラッター問題や機材の取り付けに手間取り、2006年に引き渡しの予定から大幅に遅れ、2009年11月26日に最初の機体が引き渡された。

## 機体
E-7の機体は、米ボーイング社が開発したボーイング737-700近距離用旅客機の機体を基本に、737-800型の主翼と降着装置を採用した上で、大きなアンテナの搭載やフィン、構造材の強度を高めるなど、各種の改造が施されたものである。

### 胴体・翼

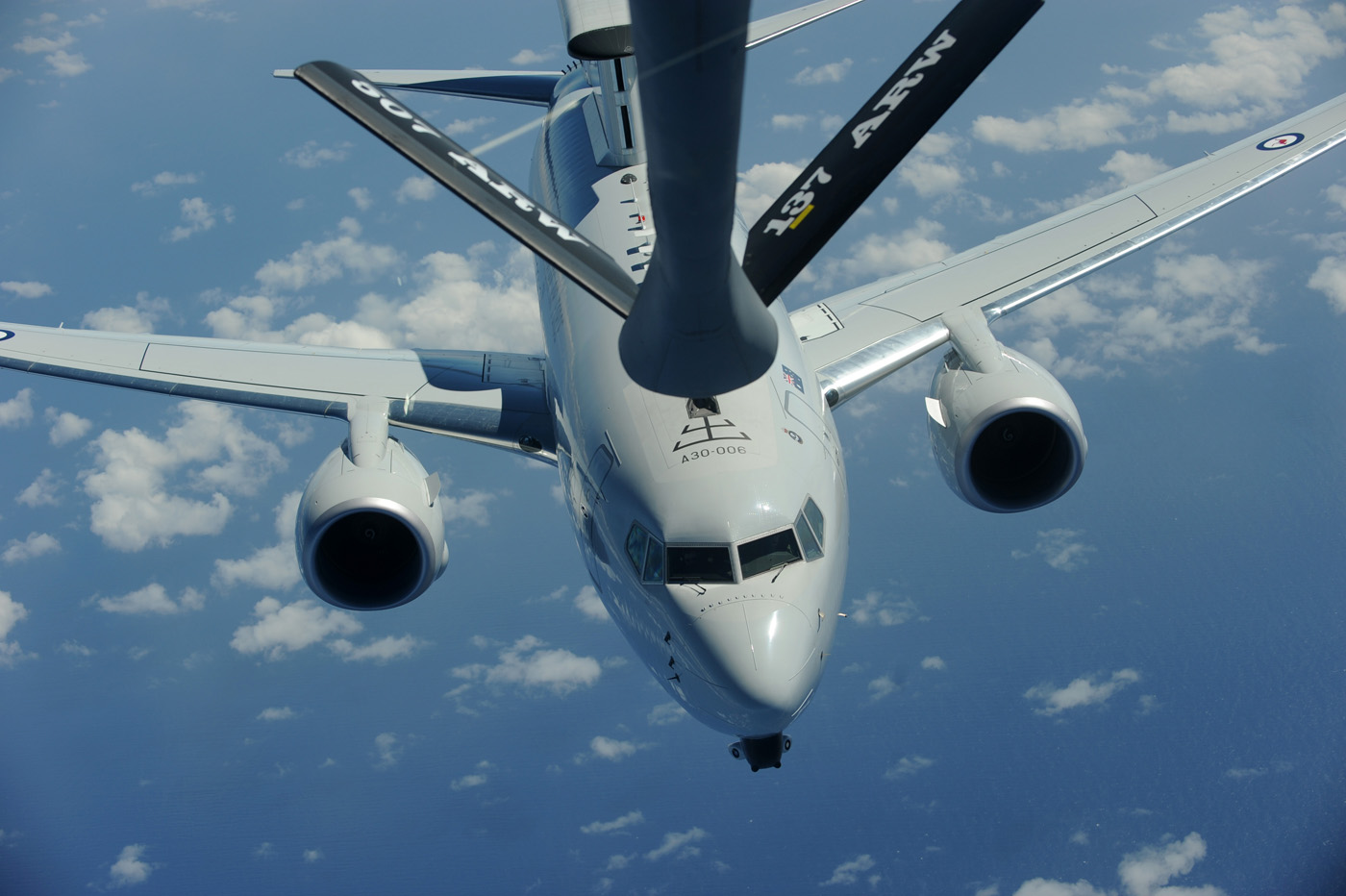
リムパックにおいてKC-135から空中給油を受けるE-7A

737-800型の主翼に換えられたため、翼面積が拡大することで翼面荷重を減少させて高高度巡航を可能にし、翼内燃料タンクも増加することで航続距離が延伸した。主翼翼端のブレンデッド・ウィングレットは備わっていない（理由は後述）。大きなアンテナによる空力特性の変化が生じ、方向安定性を補うために「ベントラルフィン」と呼ばれる固定安定板が後部胴体の下部左右にそれぞれ1枚ずつ取り付けられている。フライングブーム方式による空中給油受油口が機首上面にあり、胴体右舷内壁に沿って燃料管が走っている。主翼には民間型には存在しない燃料投棄システムが備わっている。
胴体側面の旅客用窓はほとんどが塞がれており、中央の休息区画にわずかに残されたのみである。多くの搭載電子機器を冷却するために、胴体内を左右2本ずつ走る空調パイプは民間型よりも太いものになっている。

### 機内

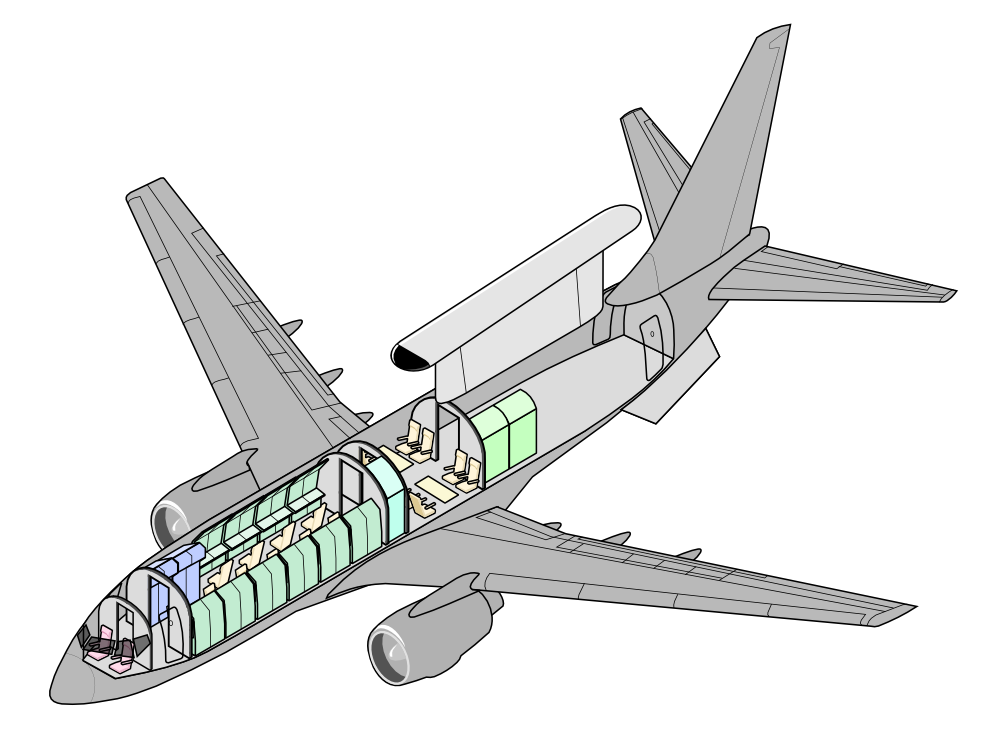
B737 AEW&C ウェッジテイル 機内配置図
前から操縦室、ミッション・コントロール区画、休息区画、電子機器区画となっている。機体後部上方の大きなアンテナと下のベントラルフィンが特徴的である。（電子機器区画内は詳細が不明のため、描かれていない。）

機内は操縦室に続いて前部にミッション・コントロール区画が位置し、中央部に乗員用の休息区画が設けられており、後半部が電子機器区画となっている。人員用の区画内はおおむね中央が通路になっている。
操縦室
民間型と同様に2名の操縦者が左右に着座する。民間機にも備わる航法装置類に加えて、戦術表示装置、戦術操作表示ユニット、電子戦自己防御操作装置、（機長側のみ）ヘッドアップディスプレイ、ミッション通信装置、空中給油システム操作装置、ミッション専用電気系統システムなどが操縦室には備えられている。
ミッション・コントロール区画
ミッション・コントロール・コンソールが10席あり、ミッション・オペレータ10名が警戒・管制作業を行えるようになっている。制御コンソールは左側に6基、右側に4基が左右の壁ぎわのほぼ機体の曲面に沿って取り付けられており、10人のオペレータは中央の通路に背を向け壁に向かって着座し操作することになる。左側前寄りの2基分の反対側に当たる右側、つまり右側4基の前方の空間は通信機器用の大型キャビネットが占めている。10基の制御コンソールより後方には、左側に電子戦信号処理用の機材を収めたキャビネットが、右側には通信機器用のキャビネットがある。
これらによって警戒・管制作業要員10名の搭乗が可能である。
休息区画
乗員の休息などのために、各々片側にはビジネスクラス用座席が2席ずつテーブルを挟んで4席分並べられ、左右で合計8席8人分の休息用空間が確保されている。
電子機器区画
MESAレーダー・アンテナの信号を処理するために、天井からすぐに送受信モジュールが1m程の幅で中央部分を占めている。周囲には各種電子機材のキャビネットが並べられている。通常は飛行中に人の立ち入りは行われない。

### エンジン
2基のCFMI CFM56-7B27Aジェットエンジンを主翼下に搭載している。電子戦用の機器類が消費する大きな電力需要に対応して、左右2基のエンジン共に、その補機である発電機が民間型の"-700"よりも大型のものに変更された。大きな発電機を収めるためにエンジンカウルの左側が膨らみとなっている。

## 装備

### AEW&C機器と電子戦能力
737 AEW&CにはE-10 MC2Aの開発で培った技術が投入されており、戦術データ・リンクとしては、従来使われてきたTADIL-A/B、TADIL-Cのほか、多機能情報伝達システム（MIDS）によりTADIL-Jにも対応する。またVHF/UHFのHAVE QUICKアーキテクチャ対応の航空無線機、衛星通信を含めた大規模通信システムを有するほか、高精度PコードGPS受信機などが搭載される。ただし2013年時点では、共同交戦能力（CEC）には対応していない。高解像度の多機能コンソールは6-8基。アメリカ空軍のE-3 セントリーや航空自衛隊のE-767 AWACSと連接する事が可能であり、米軍と共同作戦を行う国には有利な点である。
機体後部背面上に搭載される細長い板状のMESA（Multi-role Electronically Scanned Array：多機能電子走査アレイ）レーダーは、1990年代にウェスティングハウス・エレクトリック社（現ノースロップ・グラマン社の電子システムズ部門が）が開発したLバンドのアクティブ・フェイズド・アレイ・レーダーでトップハットレーダーとも呼ばれる。MESAレーダーは7度に前傾して取り付けられており、3.5トンとされる重量は左右11個計22ヶ所の取り付けポイントで支持されており、機体側もそれに合わせて強化されている。アンテナアレイの下のフェアリング内にはレーダ信号処理装置とセントラル・コンピュータが設置されている。アンテナは、フェアリング前後とパイロン両側面に内蔵されており、前後に60度、パイロン側面部は120度の探索が可能である。10秒以下で360度を電子的にスキャンする事が可能でアンテナは、改良型IFF（Identification, Friend or Foe：敵味方識別）装置のアンテナも兼ねている。薄い板状のアンテナは従来の円盤状のロートドーム (rotodome) よりも空気抵抗を少なくしているものの前後方向の覆域が短くなるという欠点を生んでいる。探知距離はルックアップモードで600km以上、ルックダウンモードかつ戦闘機サイズの目標に対しては370km以上である。海上目標に対しては、フリゲートサイズの目標に対して240km以上である。同時追尾目標数は180機で、内24機に迎撃を行うことが可能。ELINTアンテナとしての機能も備え、その場合の探知距離は高度9000mにおいて850km以上である。アンテナのスキャン時間は、3秒から40秒に設定することができレーダのビームは、2°から8°の幅に設定することができる。
また、機首下面と胴体最後部下面にも比較的大きなレドームが備わっており、その他にも、胴体上面と下面に多数のフィンアンテナ類が取り付けられている。左右の主翼端にはウィングレットの代わりにESM用センサーが備わっている。
追尾・管制システムはオープンアーキテクチャに基づいており、アップグレードを行う事で機能を拡張する事ができる。

### 自衛装置
中央翼前部下面付近に左右各4基のチャフ・フレアディスペンサーが取り付けられている。
また、各種警戒用センサーが機体各所に備わっている。

## 改良
2017年7月5日、オーストラリア空軍は5億2,050万ドルをかけてE-7Aの空中早期警戒及び管制能力を向上させると発表した。改良により新しく高度な戦闘識別センサー、戦術的データリンク、通信および暗号化システムでアップグレードされる。アップグレードは、2022年中頃までに完了する予定。ボーイングディフェンスオーストラリアは、ボーイングの米国航空監視・司令チームおよびサプライヤーのネットワークからの支援を受け、AIR 5077 Phase 5Aの下でWedgetailをアップグレードする。プログラムは3つの独立したリリースで構成されており、4億4,320万ドルの費用がかかると見込まれている。リリース1には、ターゲット識別、ミッションコンピューティングのアップグレード、大型のビジュアルモニターディスプレイによる状況認識の向上が含まれ、2019年初頭に2機に適用される。その後、2022年中頃までに統合されたIPチャット通信アップグレードをミッションコンピューティングに適応し、新しい広帯域衛星システム、データリンクおよびデュアルディスプレイのアップグレードを行う。

## 運用
2022年現在、3顧客14機が運用中
- オーストラリア：オーストラリア空軍　6機を運用中
- トルコ：トルコ空軍　4機を運用中。追加4機発注（内2機は予備として）済み
- 韓国：大韓民国空軍　4機を運用中。2〜3機の追加配備を検討中。
- イギリス：イギリス空軍　5機を発注済み。
- 北大西洋条約機構：6機の導入を発表[9]。
- アメリカ合衆国：アメリカ空軍 2032年までに26機取得予定だったが25年6月に調達中止を発表

### オーストラリア空軍

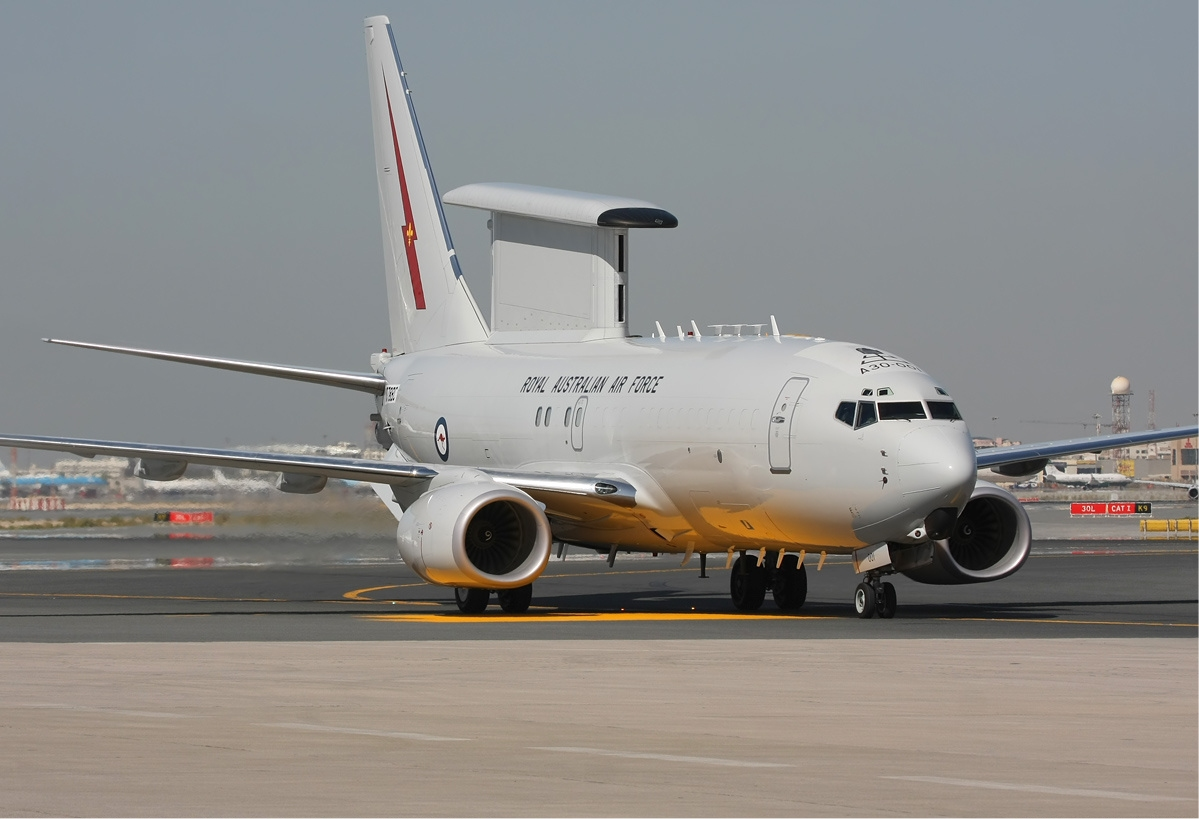
オーストラリア空軍のE-7A

オーストラリアは2000年、ボーイング737型機を原型としたAEW&Cを当初4機、後に3機（最終的な追加発注は2機）を追加オプションで発注した。最初の2機はシアトルのボーイング工場で組立・試験が行われ、2006年には納入される予定であった。しかし、機器の集積化の問題で18ヶ月計画が遅延し、ボーイングは納入は2009年初頭になると発表した。2機の遅延に伴う予算超過は11億ドルを越える見込みである。
追加発注分を含めた4機はボーイングオーストラリアで組み立てられ、2010年の年末までには3～5号機の生産を完了し、2012年に6号機受領し運用中。
2009年11月26日、ようやくオーストラリア向け1号機と2号機が完成し、2010年5月5日に正式にオーストラリア空軍に引き渡された。これらはオーストラリア空軍第82航空団で運用され、ウィリアムタウン空軍基地とティンダル空軍基地を拠点とする。2012年12月に初期作戦能力(IOC)、2015年5月26日に完全作戦能力（FOC）を獲得した。
オーストラリア空軍が採用した737 AEW&Cには、イスラエルのエルタ・システムズ社製のESM/ELINT電子戦支援システムと、ノースロップ・グラマン社製のAN/AAQ-24（v）ネメシス赤外線ミサイル警報装置が追加装備されている。オーストラリア空軍の運用計画ではオペレーターは10人となり、2人の待機要員が搭乗する。
愛称はWedgetail（ウェッジ・テイル：オナガイヌワシの意）。2012年にはE-7Aの形式番号が与えられた。
2014年には、過激派組織ISIL（イスラミック・ステート）に対する爆撃作戦支援で初めて実戦投入された。
2025年6月26日、オーストラリア政府はウクライナ方面における国際空輸の安全確保を支援することを目的として、オーストラリア空軍のE-7Aウエッジテール1機と同機運用のための要員100人を欧州に派遣し、同年8月から11月にウクライナの隣国であるポーランドを拠点に活動することを発表した。

### トルコ空軍

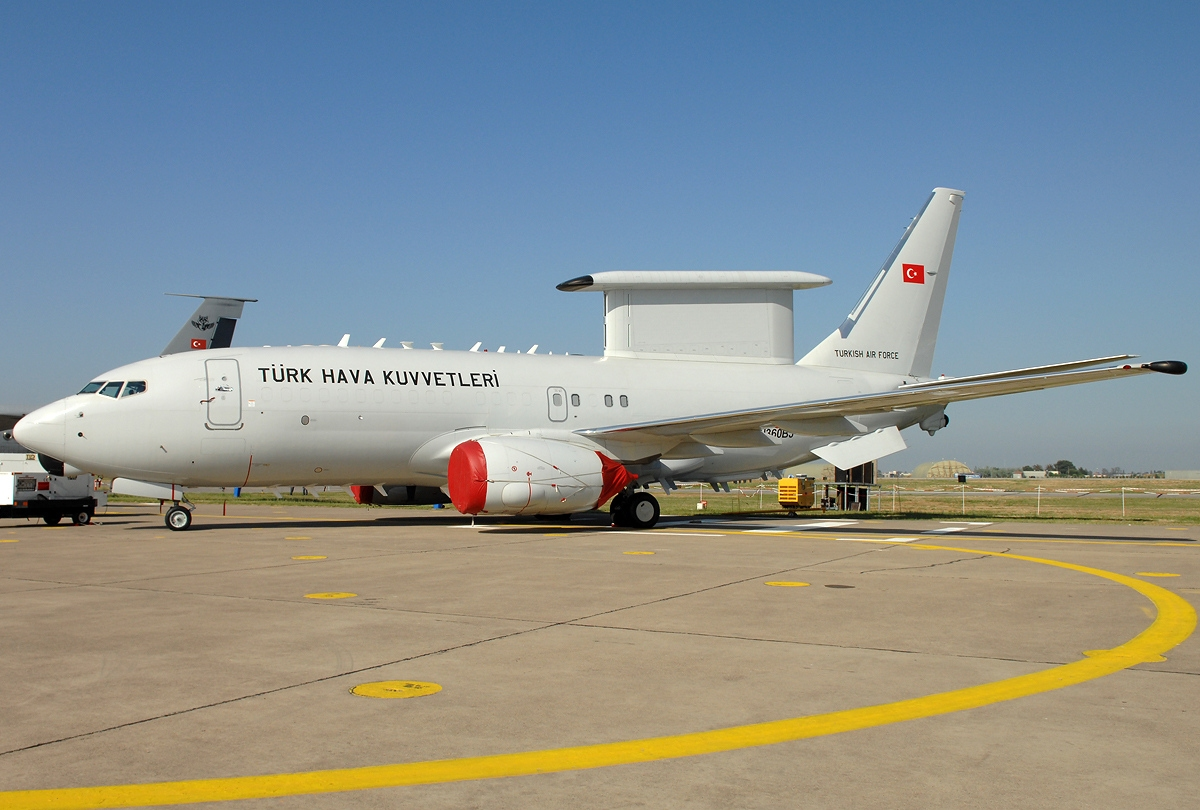
トルコ空軍のE-737

2005年に4機が発注され、トルコ向け1号機はシアトルのボーイング工場で製造され、2007年9月には飛行試験を完了した。2～4号機はトルコのアンカラにあるトルコ航空宇宙産業 (TAI) が組立、試験を担当し、2号機及び3号機は2008年6月に製造を完了し、2008年後半より各種テストが行われた。しかし2010年にイスラエルとトルコの関係から搭載を予定していたエルタ社のシステムが搭載できなくなり作業が停滞した。これは、アメリカの圧力により2013年に再開され、2014年2月21日に最初の機体が受領され、2015年までに全4機を受領し運用中。
愛称はPeace Eagle（ピース・イーグル）。

### 韓国空軍

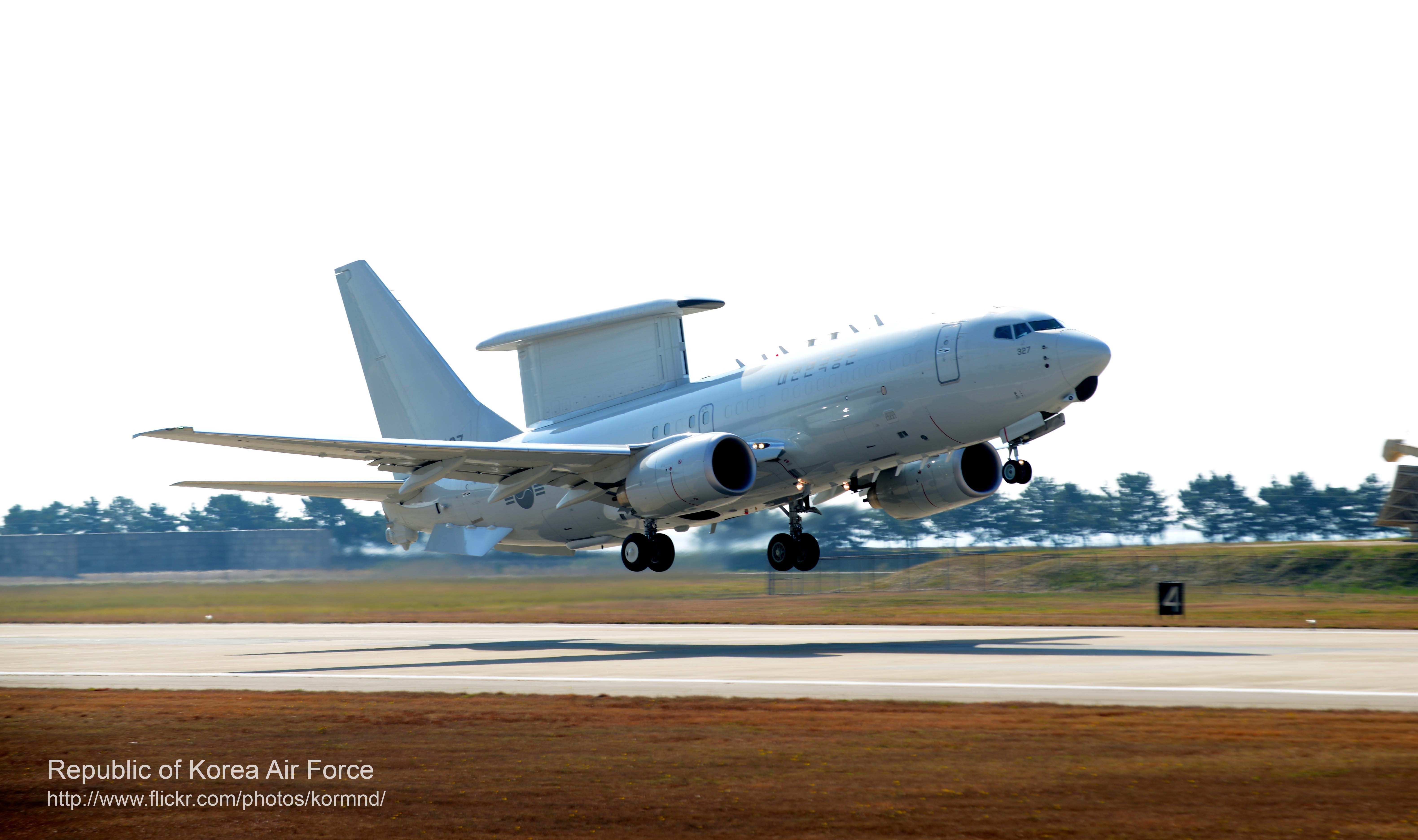
韓国空軍のボーイング737 AEW&C

韓国は2000年から空中警戒管制機を整備するE-X計画を進め、ボーイング社の推すE-737（B737 AEW&C）とイスラエルIAIエルタ・システムズ社の推すG550 CAEWが採用を競った。E-X計画はIAIエルタ社のG550が韓国空軍の要求性能に達せず、競争入札が行えない事態になり一時事業が中断されるなど混乱したが、2005年に再開された。2007年1月20日に選定事業が再開された後もIAIエルタ社が期限までに評価用データを提出できなかったり、アメリカ政府がE-737が採用されるよう圧力をかけたりと問題が起きたが、韓国国防部は2006年8月4日にE-737の採用を決定した。決定後に行われた価格協議でボーイング社と揉めたりもしたが（韓国側が要望していた16億ドルを上回る17-19億ドルが提案されたという）、2006年8月3日にE-737が選定され、2006年11月8日に韓国DAPA（Defense Acquisition Program Agency：防衛事業庁）はボーイング社と15億9,000万ドルで契約を結ぶと発表した。この契約には一部技術移転や地上器材、要員の訓練、ミッション・サポート、機体とシステムの改修サポートが含まれるという。1号機の機体改修はボーイング社で行われるが、2-4号機は機体そのものと機材・装備がアメリカから韓国のKAI（Korea Aerospace Industries：韓国航空宇宙産業）に送られ、KAI社が改修を担当する予定。 
ボーイング社は2007年8月末にソウルでE-X（E-737）AEW&Cに関するサプライヤー・カンファレンスを開催した。ボーイング社の発表によるとE-X事業に参加する主な企業はKAI（機体及びシステムの改修、地上クルーの訓練）、NEX1フューチャー社（VHF/UHF無線機）、三星タレス社（ミッションクルーの訓練・評価）、ヒュニド・テクノロジー社（一部システムのインテグレート、プログラムオプション、民生品を使ったデータリンク）、ATA社（フライトクルーの訓練・評価）、ボーイング・オーストラリア社（兵站支援）、BAEシステムズ社（ESM、自衛用電子戦機器、支援施設、ミッション・シミュレーター）など。 
ボーイングで組み立てられた韓国向けE-737の初号機は2010年2月9日に韓国に到着した。MESAレーダーは未搭載で、搭載作業は韓国航空宇宙産業（KAI）が実施する。空軍への引渡しは2011年の予定。 E-737は、2012年に予定されているアメリカから韓国への戦時作戦統制権の移行に備えた、独立した情報収集・監視・偵察能力の向上を達成するための装備の1つとして導入が行われる。韓国が発注しているE-737の4機全ての引渡しは2012年に完了した。4機は8時間交替で24時間体制で防空体制を採る予定。
なお、実際には部品不足で飛行可能なのは初号機のみで、他の3機は部品取り用に地上待機して共食い整備しているともいわれる。しかし韓国空軍は、この地上待機の報道について間違った情報であるとの立場を明らかにしている。これによると、本格運用以降80％以上の可動率を維持しており、定期整備により可動率が低くなった月でもそれは69％以上であったと発表した。又、瑕疵保証期間中であったと同時に、ボーイング737型機は世界で6,000機以上が運用されており部品の確保が非常に容易である状況下で、3機が部品不足で地上待機しているというレポートは非論理的であるとしている。韓国空軍はこの誤ったレポートに対して早急に訂正するように求めている。
2016年10月9日には、新たに2機の導入を検討していることが報じられている。
愛称はPeace Eye（ピース・アイ）。

### イギリス空軍
イギリス空軍はE-3Dの後継機として検討を行い、タイムズ紙は2018年6月19日に国防省がE-3D後継として4-6機のWedgetailを最大30億ポンドのコストで購入することを目指していたと報じた。7月3日の報道ではイギリス国防委員会において、ジュネーヴ・ルイス氏が6月26日の「英国空軍のE-3D セントリー AWACS機の潜在的な交換に関する報告書」を参照し競争なしにE-7Aが調達される可能性を示唆していると述べている。同委員会では入札を排除する理由がないとし懸念を表明した。その後同月13日付けのロイターは4-6機の購入に近づいていると報道した。8月16日には7月中旬に3人のイギリス空軍の人員がウィリアムタウンの2sqnに到着し、オーストラリア空軍のE-7Aを用いて訓練を開始したことが報じられている。
これに対し、エアバスとサーブはエリアイレーダーとエアバス機で構築されたプラットフォームの組み合わせを競合案として出すことを検討しており、サーブはAINの取材に対し「イギリスおよび他の国にとって理想的な空中監視および航空戦闘管理システムの世界的なサプライヤーの1つである」とコメントし、エアバス・ディフェンス・アンド・スペースは、「イギリスがコンペを開催することを奨励し、エアバスはA320とA330の派生品を探っている」とAINに語った。
2019年3月22日にイギリス国防省は、E-7を総額19億6,000万ドルで5機発注することを発表、2020年代初頭からの引き渡し開始を予定している。

### アメリカ空軍
アメリカ空軍は2022年4月26日、E-3の一部をE-7「ウェッジテイル」で置き換えると発表した。契約締結は2023年度を予定しており、同年度の予算では試作初号機を開発し、翌2024年度に2機目の試作機を製作、そして2025年度から量産機の配備にむけた生産決定を計画しているという。
アメリカ空軍は2023年ボーイングにE–7の契約を授与した。契約に伴いE–3は退役するはずだったが国防総省が2025年6月25日に発表した予算要求の中でE-7の調達中止が確認され、国防総省高官はE-7の代わりに「宇宙ベースのAMTI能力やE-2Dの追加調達に投資する」と発表した。

### 北大西洋条約機構
2035年に退役計画があるE-3A後継機として2022年3月、ボーイングに後継機調査を発注、2023年11月15日にE-7A導入を発表した。

### 潜在的顧客
カタール空軍2014年に3機を導入する書面に署名した。しかし、文言が曖昧であり、ボーイングとの交渉下にあるとされる。

### 検討のみ
イタリアは14機とP-8 MMAの導入を検討中であったが、2012年にイスラエル空軍によるM-346練習機採用の見返りとしてIAIエルタ・システムズのG550 CAEWの採用を決定した。
アラブ首長国連邦はサーブ 2000 AEW、E-2D等と共に評価していたが、2009年に決定を延期し、暫定的解決策として2機のサーブ 340 AEWを購入した。その後ボーイングは提案を続けたが、UAEは2015年にグローバル 6000にエリアイレーダーを搭載したグローバルアイ2機を購入すると発表した。
日本は中期防衛力整備計画（26中期防）の新早期警戒（管制）機の候補として導入を検討していたが、E-2Dが選定されている。

## 問題
2015年にE-7固有の部品64種の生産ラインが早期に閉鎖され、機器の維持費が大幅に上昇していることが報じられている。

## 仕様
- 全長 - 35.71m
- 全幅 - 33.63m
- 全高 - 12.55m[4]
- 翼面積 - 91 m2
- 翼型 - B737D
- 空重量 - 46,607kg
- 積載量 - 19,830 kg
- 最大離陸重量 - 77,566kg
- エンジン - CFM56-7B27Aターボファン（118kN）× 2基
- 巡航速度 - 700km/h
- 実用上昇限度 - 12,500m
- 航続距離 - 5,200km

- 乗員 - 操縦士2名、機器操作員 6-10名